# Chionea bezzii
Chionea bezzii là một loài ruồi trong họ Limoniidae. Chúng phân bố ở miền Cổ bắc.